# Font de Nofred
La Font de Nofred és una font del poble de Serradell, de l'antic terme de Toralla i Serradell, pertanyent a l'actual municipi de Conca de Dalt, al Pallars Jussà.
Està situada a 921 m d'altitud a la dreta del riu de Serradell, al sud i damunt de les Sorts i al sud-oest de Fontfreda. Queda just al nord de la Cova de Toralla.